# 氯酸汞
氯酸汞是一种无机化合物，化学式为Hg(ClO3)2。剧毒。它可由氧化汞和氯酸反应得到。

## 化学性质
氯酸汞受热可以分解，迅速加热可能有爆炸性的分解。 它在溶液中和乙炔反应生成具有爆炸性的白色沉淀。